# Cury
Cury – wieś w Anglii, w Kornwalii. Leży 23 km na wschód od miasta Penzance i 395 km na południowy zachód od Londynu. W 2001 miejscowość liczyła 388 mieszkańców.